# Henry Fonda
Henry Jaynes Fonda (Grand Island, Nebraska, 1905. május 16. – Los Angeles, Kalifornia, 1982. augusztus 12.) Oscar-díjas amerikai színész, producer. Legismertebb szerepeit a Volt egyszer egy vadnyugat és a Tizenkét dühös ember című filmekben játszotta. Híres színészdinasztia alapítója: fia Peter Fonda, lánya Jane Fonda, unokája pedig Bridget Fonda. Legjobb barátja Eli Wallach volt.

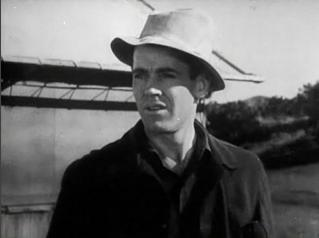
1937-ben a Slim című filmben

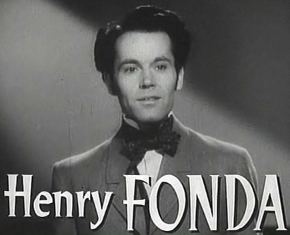
1938-ban a Jezabel című filmben

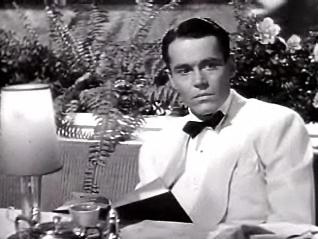
1941-ben a The Lady Eye című filmben

## Életrajza

### Gyerekkora
William Brace Fonda és Herberta Jaynes három gyermeke közül ő volt a legidősebb. Édesapja nyomdászként dolgozott, a család a nebraskai Omahába költözött, ahol apja nyitott egy új nyomdát. A család eredete a régi Németalföldre nyúlik vissza. A Fonda család elődei a 16. századi Itáliából, Genova környékéről telepedtek át a mai Hollandiába, onnan pedig Amerikába valamikor a 17. században.
Tízéves korában újságíró szeretett volna lenni. Két évvel később apja nyomdájában állt munkába az iskola után. Miután elvégezte a középiskolát 1923-ban, jelentkezett a Minnesotai Egyetem újságírás szakára. Apja azonban ragaszkodott ahhoz, hogy a fia dolgozzon az egyetem mellett, így tornatanár is lett. 1925-ben visszatért Omahába, hogy újságírói állást találjon. Barátja, Marlon Brando édesanyja javaslatára jelentkezett az omahai színházba, ahol 1925 és 1927 között játszott.

### Filmes karrierje
1928-ban New Yorkba utazott, ahol egyetemi és más társulatokban is játszott. 1929-ben a Broadwayen is fellépett, majd Washingtonban a National Junior Theatre szerződtette.
1935-ben Hollywoodba hívták filmezni. A producerek azonnal felfigyeltek a tehetséges fiatalemberre. Első filmszerepét A farmer feleséget keres c. filmben játszotta. Az 1930-as évek végén találkozott John Ford rendezővel, aki idővel kedvenc mestere lett. A nyitányt számára az Érik a gyümölcs c. Steinbeck-regény filmváltozata hozta meg. Óriási kritikai és közönségsikert aratott; Oscar-díjra is jelölték.

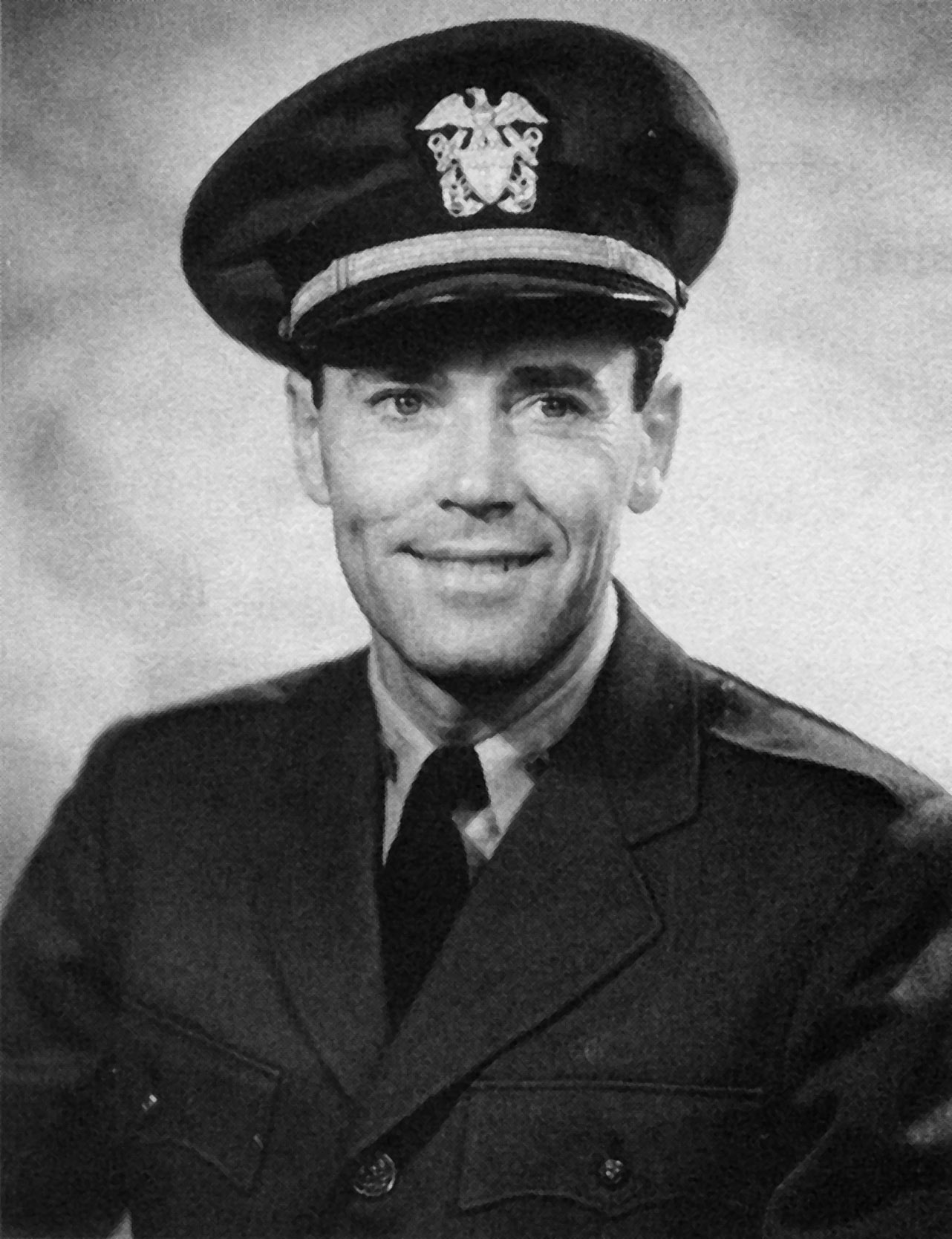
Fonda haditengerész egyenruhában

1942-ben önként jelentkezett a hadseregbe, a második világháborúban az Egyesült Államok haditengerészeténél három évet szolgált a Satterlee rombolón. Később más egységhez került, kitüntetéseket és hadnagyi fokozatot szerzett.
Leggyakrabban John Ford westernjeiben tűnt fel. Első nagy sikere a  My Darling Clementine c. film volt. Újabb közös sikert pedig az 1948-as Apacserőd hozott. 1956-ban Pierre Bezuhov szerepét alakította a Háború és béke amerikai filmváltozatában, Audrey Hepburn partnereként. A Tizenkét dühös ember c. dráma filmváltozatának nemcsak a főszereplője, hanem producere is volt egyben.
Az 1960-as évek elején következtek háborús filmbeli szerepei. Közülük a két legkiemelkedőbb az 1962-es A leghosszabb nap és az 1965-ös A halál ötven órája  volt. Utóbbiban Kiley ezredes szerepében kiemelkedő alakítást nyújtott, méltó partnere volt Robert Shawnak, aki a német ezredest játszotta. Tony Curtis partnere volt A bostoni fojtogató c. 1968-as filmben, ahol a rendőrfelügyelő szerepét alakította.
Charles Bronsonnal kétszer szerepelt együtt. Először A halál ötven órájában, majd az 1968-as Volt egyszer egy Vadnyugat c. olasz-amerikai westernben, ahol kivételesen negatív hőst alakított: a gyilkos Frank szerepét kapta, amit csak Eli Wallach rábeszélésére vállalt el, de végül ez lett egész pályafutásának legemlékezetesebb alakítása. Fonda és Bronson, azaz Frank és Harmonika pisztolypárbaja a filmtörténet legklasszikusabb jelenetei közé tartozik.
Öt évvel később, 1973-ban újabb filmszerepet kapott a Nevem: Senkiben, amelyet Tonino Valerii rendezett. Ennek főszerepét Terence Hill játszotta, Fonda pedig a megfáradt, öregedő mesterlövészt, Jack Beauregardot, aki még egyszer és utoljára harcba száll a vadak bandájával.
Fonda az 1970-es években is fáradhatatlanul játszott tovább, például számos katasztrófafilmben, így az 1977-es olasz Óriáspolipban, az 1978-as Rajzásban és az 1979-es Meteorban, ahol az amerikai elnököt formálta meg.
Utolsó előtti filmszerepéért, az 1981-es Aranytó c. filmben nyújtott alakításáért elnyerte a legjobb férfi főszereplőnek járó Oscar-díjat, amire már régóta várt. Sajnos, az aranyszobrocskát már nem tudta átvenni személyesen, mert már súlyos, tolószékes beteg volt. Így a díjat az otthonában adták át neki.
Halála után, 1999-ben az Amerikai Filmintézet minden idők 6. legjobb férfiszínészévé választotta.

### Magánélete
Fonda ötször nősült. Gyermekei csak második házasságából, Frances Ford Seymourtól születtek: Jane Fonda és Peter Fonda, akik szintén a színészi pályára léptek. Néhány hónappal az Oscar-díj átvétele után, 1982. augusztus 12-én, Los Angeles-i otthonában, a családja körében 77 éves korában elhunyt. Halálát szívelégtelenség okozta.

## Filmográfia
| Év   | Cím                         | Eredeti cím                    | Szerep                                  |
| ---- | --------------------------- | ------------------------------ | --------------------------------------- |
| 1992 | Fonda Fondáról              | Fonda on Fonda                 | archív felvétel                         |
| 1981 | Nyárutó                     | Summer Solstice                | Joshua                                  |
| 1981 | Az aranytó                  | On Golden Pond                 | Norman Thayer                           |
| 1980 | Gideon trombitája           | Gideon's Trumpet               | Clarence Earl Gideon                    |
| 1979 | Meteor                      | Meteor                         | az USA elnöke                           |
| 1979 | Lángoló város               | City on Fire                   | Albert Risley                           |
| 1978 | Fedora                      | Fedora                         | az Akadémia elnöke                      |
| 1978 | Rajzás                      | The Swarm                      | Dr. Krim                                |
| 1978 | A nagy csata                | The Biggest Battle             | General Foster                          |
| 1977 | Hullámvasút                 | Rollercoaster                  | Simon Davenport                         |
| 1977 | Óriáspolip                  | Tentacoli                      | Mr. Whitehead                           |
| 1976 | A midwayi csata             | Midway                         | Chester W. Nimitz admirális             |
| 1974 | Mussolini végnapjai         | Mussolini: Ultimo atto         | Schuster bíboros                        |
| 1973 | Nevem: Senki                | Il mio nome é Nessuno          | Jack Beauregard                         |
| 1973 | A vörös póni                | The Red Pony                   | Carl Tiflin                             |
| 1972 |                             | Le serpent                     | Allan Davies                            |
| 1971 | Olykor egy nagy ötlet       | Sometimes a Great Notion       | Henry Stamper                           |
| 1970 | Volt egyszer egy gazember   | There Was a Crooked Man...     | Woodward Lopeman                        |
| 1970 |                             | The Cheyenne Social Club       | Harley Sullivan                         |
| 1970 | Megsemmisítését elrendelem  | Too Late the Hero              | John G. Nolan, a kapitány               |
| 1968 | Volt egyszer egy Vadnyugat  | C'era una volta il West        | Frank                                   |
| 1968 | A bostoni fojtogató         | The Boston Strangler           | John S. Bottomley                       |
| 1968 | Enyém, Tied, Miénk          | Yours, Mine and Ours           | Frank Beardsley                         |
| 1968 | Madigan                     | Madigan                        | Anthony X. Russell                      |
| 1968 | Tűzpatak                    | Firecreek                      | Bob Larkin                              |
| 1967 | Isten hozta a nehéz időkben | Welcome to Hard Times          | Will Blue őrnagy                        |
| 1965 | A halál ötven órája         | Battle of the Bulge            | Kiley                                   |
| 1965 | Útban van a baj             | The Rounders                   | Marion "Howdy" Lewis                    |
| 1964 | Majd most kiderül           | Sex and the Single Girl        | Frank Broderick                         |
| 1964 | Bombabiztos                 | Fail-Safe                      | Az elnök                                |
| 1964 | A legjobb ember             | The Best Man                   | William Russell                         |
| 1963 | Spencer hegye               | Spencer's Mountain             | Clay Spencer                            |
| 1962 | A vadnyugat hőskora         | How the West was Won           | Jethro Stuart                           |
| 1962 | A leghosszabb nap           | The Longest Day                | Theodore Roosevelt Jr.                  |
| 1959 | Cowboyháború                | Warlock                        | Clay Blaisedell                         |
| 1957 | A seriff jelvénye           | Tin Star                       | Morg Hickman                            |
| 1957 | Tizenkét dühös ember        | Twelve Angry Men               | 8. esküdt                               |
| 1956 | A tévedés áldozata          | The Wrong Man                  | Emmanuel Christopher "Manny" Balestrero |
| 1956 | Háború és béke              | War and Peace                  | Pierre Bezukhov                         |
| 1955 | Mr. Roberts                 | Mister Roberts                 | Doug Roberts                            |
| 1948 | Apacserőd                   | Fort Apache                    | Owen Thursday                           |
| 1947 | A menekülő                  | The Fugitive                   | a menekülő                              |
| 1946 | Clementina, kedvesem        | My Darling Clementine          | Wyatt Ear                               |
| 1943 | Különös eset                | The Ox-Bow Incident            | Gil Carter                              |
| 1942 |                             | The Battle of Midway           | narrátor                                |
| 1941 | Hozzám tartozol             | You Belong to Me               | Peter Kirk                              |
| 1941 | Lady Éva                    | The Lady Eve                   | Charles Pike                            |
| 1940 | Frank James visszatér       | The Return of Frank James      | Frank James                             |
| 1940 | Érik a gyümölcs             | The Grapes of Wrath            | Tom Joad                                |
| 1939 | Dobok a Mohawk mentén       | Drums Along the Mohawk         | Gilbert 'Gil' Martin                    |
| 1939 | A fiatal Lincoln            | Young Mr. Lincoln              | Abraham Lincoln                         |
| 1939 | Alexander Graham Bell       | Alexander Graham Bell          | Thomas Watson                           |
| 1939 | Jesse James, a nép bálványa | Jesse James                    | Frank James                             |
| 1938 | Az őrült Miss Manton        | The Mad Miss Manton            | Peter Ames                              |
| 1938 | Blokád                      | Blockade                       | Marco                                   |
| 1938 | Jezebel                     | Jezebel                        | Preston Dillard                         |
| 1937 | Slim                        | Slim                           | Slim Kincaid                            |
| 1937 | Csak egyszer élünk          | You Only Live Once             | Eddie Taylor                            |
| 1937 |                             | Wings of the Morning           | Kerry Gilfallen                         |
| 1936 |                             | Spendthrift                    | Townsend Middleton                      |
| 1936 |                             | The Moon's Our Home            | Anthony Amberton / John Smith           |
| 1936 |                             | The Trail of the Lonesome Pine | Dave Tolliver                           |
| 1935 |                             | I Dream Too Much               | 'Johnny' Street                         |
| 1935 |                             | Way Down East                  | David Bartlett                          |
| 1935 | A farmer feleséget keres    | The Farmer Takes a Wife        | Dan Harrow                              |

## Díjak, jelölések
- Oscar-díj
  - 1982 díj: legjobb férfi főszereplő - Az aranytó
  - 1981 díj: Életműdíj
  - 1958 jelölés: legjobb filmnek - Tizenkét dühös ember
  - 1941 jelölés: legjobb férfi főszereplő - Érik a gyümölcs
- Golden Globe-díj
  - 1983 díj: legjobb színész (filmdráma) – Az aranytó
  - 1980 díj: Cecil B. DeMille-életműdíj
  - 1958 jelölés: legjobb színész (filmdráma) – Tizenkét dühös ember
- BAFTA-díj
  - 1982 jelölés: legjobb férfi főszereplő – Az aranytó
  - 1958 díj: legjobb külföldi színész – Tizenkét dühös ember

## Fordítás
- Ez a szócikk részben vagy egészben  a   Henry Fonda című angol Wikipédia-szócikk fordításán alapul.  Az eredeti cikk szerkesztőit annak laptörténete sorolja fel. Ez a jelzés csupán a megfogalmazás eredetét és a szerzői jogokat jelzi, nem szolgál a cikkben szereplő információk forrásmegjelöléseként.